# Mikele Leigertwood
Mikele Benjamin Leigertwood (Enfield, 12 novembre 1982) è un allenatore di calcio ed ex calciatore antiguo-barbudano, di ruolo centrocampista, commissario tecnico di Antigua e Barbuda.

## Palmarès

### Giocatore

#### Competizioni nazionali
- Campionato inglese di seconda divisione: 1

Reading: 2011-2012